# Titus Pomponius Atticus
Titus Pomponius Atticus (néha Caecilius, Kr. e. 109 – Kr. e. 32) római történetíró.

## Élete
Tehetős római lovag volt, Épeiroszban elterülő hatalmas birtokai jövedelméből élt. Római háza a Quirinalis magaslatán épült. Ő volt Vipsania Agrippinának, Tiberius első feleségének nagyapja.[forrás?] Korának jelentős könyvkiadója és -kereskedője volt. Fő műveként a mára elveszett Liber annalis (’Éveskönyv’) című munkáját tartják számon, amelyben úttörő módon nem pusztán Róma köztörténetét foglalta össze a városalapítástól saját koráig, hanem áttekintette a város társadalmi átalakulásának múltját, főbb irodalmi eseményeit is. Ókori források alapján ismeretes, hogy ezen kívül írt genealógiai munkákat, görög nyelven értekezett Cicero consuli tevékenységéről, s kisebb portrékölteményekben mutatta be korának nagyságait.